# Yoani Sánchez
Yoani Sánchez és una ciutadana cubana nascuda a l'Havana el 4 de setembre de 1975. Es va graduar com a llicenciada en filologia en l'any 2000. A l'abril de 2007 va crear el blog “Generacion Y”, on regularment publica cròniques sobre la vida quotidiana a Cuba, caracteritzades per un discurs i un to decididament oposats al règim.
La seva activitat com a bloguera li va valer el Premi Ortega y Gasset que atorga el diari espanyol El País; així com el ser seleccionada per la revista Time com una de les 100 persones més influents del món l'any 2008.

## Premis i distincions
- 2008 - Premi Ortega y Gasset de Periodisme
- 2008 - "100 Most Influential People in the World” - Time magazine
- 2008 - "100 hispanoamericanos más notables" - El País
- 2008 - "10 personalidades más influyentes de 2008" - Gatopardo Magazine
- 2008 - “10 Most Influential Latin American Intellectuals” of the year - Foreign Policy magazine
- 2009 - "25 Best Blogs of 2009" - Time magazine
- 2009 - "Young Global Leader Honoree" - World Economic Forum
- 2009 - Maria Moors Cabot Prize - Columbia University Prize
- 2010 – Herois mundials de la llibertat de premsa – International Press Institute[1]
- 2010 – Prince Claus Award – Fundació Prince Claus
- 2011 – Premi Internacional Dona Coratge[2]